# Murcia brevicuspis
Murcia brevicuspis är en kvalsterart som först beskrevs av Mihelcic 1958.  Murcia brevicuspis ingår i släktet Murcia och familjen Ceratozetidae. Inga underarter finns listade i Catalogue of Life.